# Outrebois
Outrebois település Franciaországban, Somme megyében. Lakosainak száma 320 fő (2022. január 1.). Outrebois Autheux, Barly, Boisbergues, Hem-Hardinval, Le Meillard, Mézerolles és Occoches községekkel határos.

## Népesség
A település népességének változása:
| Lakosok száma | 308  | 308  | 315  | 312  | 314  | 317  | 315  | 315  | 320  |
|               | 2013 | 2015 | 2016 | 2017 | 2018 | 2019 | 2020 | 2021 | 2022 |